# Trochosa paranaensis
Trochosa paranaensis är en spindelart som först beskrevs av Cândido Firmino de Mello-Leitão 1937. 
Trochosa paranaensis ingår i släktet Trochosa och familjen vargspindlar. Inga underarter finns listade i Catalogue of Life.